# Liste sathmarschwäbischer Persönlichkeiten
Die Liste sathmarschwäbischer Persönlichkeiten enthält eine Übersicht von bekannten Sathmarer Schwaben. Ob die Personen ihren späteren Wirkungskreis im Sathmarland hatten, ist dabei unerheblich. Viele wanderten aus und wurden andernorts bekannt. Die Liste erhebt keinen Anspruch auf Vollständigkeit.

## Liste
| Name                | *    | †    | Geburtsort              | Tätigkeit                                  |
| ------------------- | ---- | ---- | ----------------------- | ------------------------------------------ |
| Georg Böhm          | 1962 |      | Salzburg (Sălacea)      | Tischtennisspieler                         |
| Ferenc Cserháti     | 1947 | 2023 | Turterebesch (Turulung) | Weihbischof                                |
| Otto Fetser         | 1980 |      | Sathmar (Satu Mare)     | Handballspieler und Handballtrainer        |
| Hedwig Funkenhauser | 1969 |      | Sathmar (Satu Mare)     | Florettfechterin                           |
| Zita Funkenhauser   | 1966 |      | Sathmar (Satu Mare)     | Florettfechterin                           |
| Stefan Gnandt       | 1952 |      | Fienen (Foieni)         | Maler                                      |
| Michael Haas        | 1810 | 1866 | Pinkafeld               | Bischof                                    |
| Georg Haller        | 1883 | 1934 | Terem (Tiream)          | Aquarellist, Grafiker und Landschaftsmaler |
| Andrea Hohl         | 1975 |      | Sathmar (Satu Mare)     | Basketballspielerin                        |
| Rita König          | 1977 |      | Sathmar (Satu Mare)     | Florettfechterin                           |
| Susanne König       | 1974 |      | Sathmar (Satu Mare)     | Säbelfechterin                             |
| Johann Scheffler    | 1887 | 1952 | Kalmandi (Cămin)        | Bischof (Märtyrer, seliggesprochen)        |
| Eugen Schönberger   | 1959 |      | Turturebesch (Turulung) | Bischof                                    |
| Monika Weber        | 1966 |      | Sathmar (Satu Mare)     | Florettfechterin                           |